# Ommatius bicolor
Ommatius bicolor är en tvåvingeart som först beskrevs av Jacques-Marie-Frangile Bigot 1875.  Ommatius bicolor ingår i släktet Ommatius och familjen rovflugor. Inga underarter finns listade i Catalogue of Life.